# Chaingy

Chaingy este o comună în departamentul Loiret din centrul Franței. În 1 ianuarie 2022 avea o populație de 4.081 de locuitori.